# Coupe hime
Pour l’article homonyme, voir Hime.

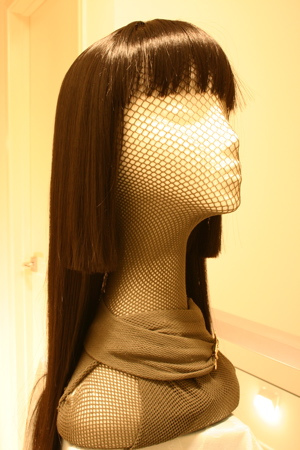
Une perruque avec la coupe hime.

La coupe hime est une coupe de cheveux longs droits avec une mèche coupée généralement à la hauteur des joues de chaque côte de la tête au devant, avec une frange frontale. Il est estimé que ce style trouve ses origines dans à la cour impériale japonaise aux 1er et 2e siècles, quand les femmes nobles faisaient pousser leurs cheveux pendant toute leur vie.

## Histoire
Selon le professeur Tomita du Yamano College of Aesthetics, la coupe hime trouve son origine dans les coiffures des femmes de familles nobles de la période Heian au Japon,. Elles avaient les cheveux coiffés selon les styles 垂髪 (subekarashi)  et amasogi (cheveux coupés court). Lorsqu'une femme atteignait l'âge de 16 ans, les cheveux autour de ses oreilles étaient coupés plus courts que le reste de ses cheveux lors d'une cérémonie appelée 鬢削ぎ (binsogi) , ce qui donnait des mèches courtes à l'avant et des cheveux longs à l'arrière. À l'époque d'Edo, cette cérémonie avait lieu le 16 juin, à l'âge de 16 ans, et le fiancé de la femme, son père ou son frère lui coupait les cheveux,.
Bien qu'elle ne soit pas connue sous le nom de coupe hime à l'époque, ce nom semble avoir été appliqué rétroactivement en référence aux princesses de l'aristocratie Heian représentées avec cette coiffure dans les médias.
Idole des années 1970, Megumi Asaoka est connue au Japon pour avoir popularisé la coupe hime, qui est devenue sa marque de commerce,.

## Style

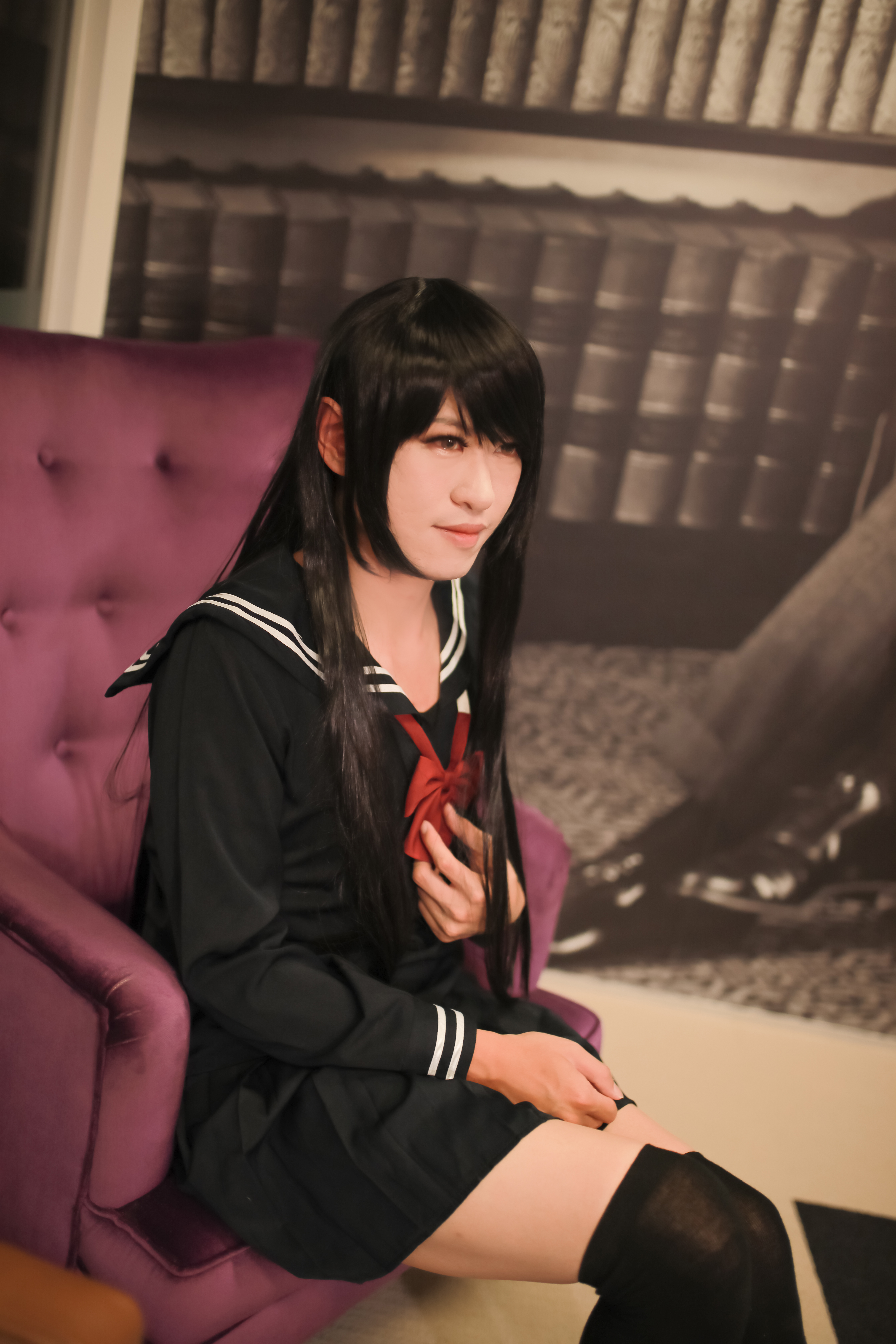
Une cosplayeuse avec une perruque coupe hime.

La coupe hime demande beaucoup d'entretien pour celles qui n'ont pas les cheveux naturellement raides et nécessite des retouches fréquentes sur les mèches latérales et la frange avant afin de conserver sa forme. Le lissage des cheveux est parfois utilisé pour obtenir l'apparence droite de la coiffure, à l'aide de fers à lisser et de shampooings spécialement formulés pour les cheveux lisses. L’humidité est également citée comme un problème quant à certains types de cheveux, car le bouclage causé par l’excès d’humidité peut modifier la forme des cheveux. Parfois, des extensions capillaires sont utilisées pour les mèches latérales afin d'éviter cela.
Cette coiffure est fréquemment vue chez les adeptes de la mode Lolita, en particulier chez ceux qui s'identifient à la classification de Lolita gothique. Au sein de la communauté Lolita, la coupe hime est considérée comme une alternative plus élégante aux autres styles qui peuvent nécessiter des boucles et des ondulations fréquentes, ce qui peut endommager définitivement les cheveux[réf. nécessaire].